# 比特库尔欧谢讷
比特库尔欧谢讷（法語：Burthecourt-aux-Chênes，法語發音：[byʁtəkuʁ o ʃɛn]）是法国默尔特-摩泽尔省的一个市镇，属于南锡区。

## 地理
比特库尔欧谢讷（48°35'6"N, 6°14'58"E）面积5.59 平方千米，位于法国大東部大區默尔特-摩泽尔省，该省份为法国东北部内陆省份，是洛林的一部分，北邻比利时、卢森堡，北起顺时针与摩泽尔省、下莱茵省、孚日省和默兹省接壤。
与比特库尔欧谢讷接壤的市镇（或旧市镇、城区）包括：阿兹洛、夸维莱、摩泽尔河畔弗拉维尼、韦尔穆瓦地区马农库尔、托努瓦、韦尔穆瓦城。
比特库尔欧谢讷的时区为UTC+01:00、UTC+02:00（夏令时）。

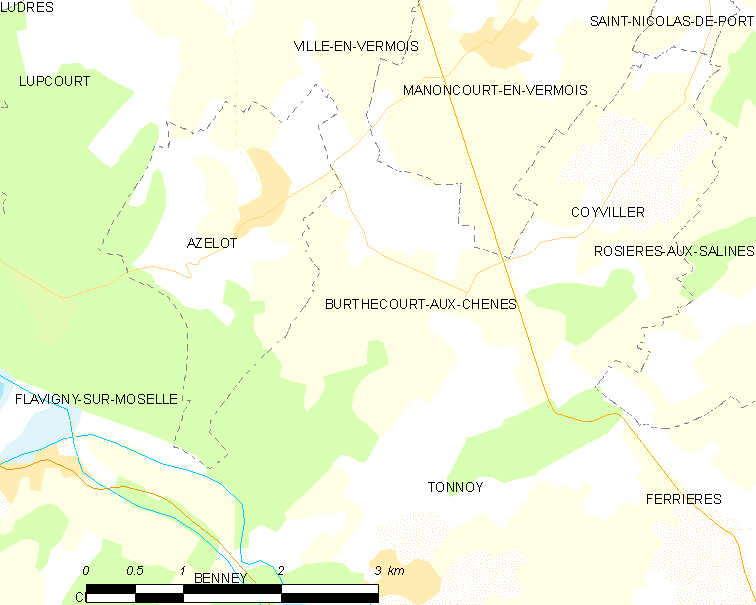
比特库尔欧谢讷的OSM定位图

## 行政
比特库尔欧谢讷的邮政编码为54210，INSEE市镇编码为54108。

## 政治
比特库尔欧谢讷所属的省级选区为雅维尔-拉马尔格朗日县。

## 人口

1962-2008年间比特库尔欧谢讷人口变化图示

比特库尔欧谢讷于2022年1月1日时的人口数量为153人。